# Джелло Крамер
Джелло Крамер (нім. Jello Krahmer; нар. 19 листопада 1995, Штутгарт, Баден-Вюртемберг) — німецький борець греко-римського стилю, бронзовий призер чемпіонату світу серед молоді, дворазовий бронзовий призер чемпіонатів Європи серед дорослих, учасник Олімпійських ігор.

## Життєпис
Виступає за борцівський клуб ASV Schorndorf / WTB. Чемпіон Німеччини 2022 та 2023 років; другий у 2019 році; третій у 2016 році.

## Спортивні результати на міжнародних змаганнях

### Виступи на Олімпіадах
| Змагання                    | Збірна    | Вагова категорія                  | Місце |
| --------------------------- | --------- | --------------------------------- | ----- |
| Літні Олімпійські ігри 2024 | Німеччина | греко-римська боротьба, до 130 кг | 13    |

### Виступи на Чемпіонатах світу
| Змагання                        | Збірна    | Вагова категорія                  | Місце |
| ------------------------------- | --------- | --------------------------------- | ----- |
| Чемпіонат світу з боротьби 2021 | Німеччина | греко-римська боротьба, до 130 кг | 12    |
| Чемпіонат світу з боротьби 2022 | Німеччина | греко-римська боротьба, до 130 кг | 16    |
| Чемпіонат світу з боротьби 2023 | Німеччина | греко-римська боротьба, до 130 кг | 22    |

### Виступи на Чемпіонатах Європи
| Змагання                         | Збірна    | Вагова категорія                  | Місце  |
| -------------------------------- | --------- | --------------------------------- | ------ |
| Чемпіонат Європи з боротьби 2020 | Німеччина | греко-римська боротьба, до 130 кг | Бронза |
| Чемпіонат Європи з боротьби 2025 | Німеччина | греко-римська боротьба, до 130 кг | Бронза |

### Виступи на Європейських іграх
| Змагання              | Збірна    | Вагова категорія                  | Місце |
| --------------------- | --------- | --------------------------------- | ----- |
| Європейські ігри 2019 | Німеччина | греко-римська боротьба, до 130 кг | 12    |

### Виступи на Чемпіонатах світу серед студентів
| Змагання                                        | Збірна    | Вагова категорія                  | Місце |
| ----------------------------------------------- | --------- | --------------------------------- | ----- |
| Чемпіонат світу з боротьби серед студентів 2016 | Німеччина | греко-римська боротьба, до 130 кг | 8     |

### Виступи на інших змаганнях
| Змагання                                                   | Збірна    | Вагова категорія                  | Місце  |
| ---------------------------------------------------------- | --------- | --------------------------------- | ------ |
| Тор Мастерс 2016                                           | Німеччина | греко-римська боротьба, до 130 кг | 7      |
| Тор Мастерс 2017                                           | Німеччина | греко-римська боротьба, до 130 кг | 6      |
| Тор Мастерс 2018                                           | Німеччина | греко-римська боротьба, до 130 кг | 5      |
| Меморіал Кристьяна Палусалу 2018                           | Німеччина | греко-римська боротьба, до 130 кг | 5      |
| Гран-прі Німеччини з боротьби 2018                         | Німеччина | греко-римська боротьба, до 130 кг | 19     |
| Гран-прі Угорщини з боротьби 2019                          | Німеччина | греко-римська боротьба, до 130 кг | 8      |
| Тор Мастерс 2019                                           | Німеччина | греко-римська боротьба, до 130 кг | 9      |
| Гран-прі Німеччини з боротьби 2019                         | Німеччина | греко-римська боротьба, до 130 кг | 7      |
| Тор Мастерс 2020                                           | Німеччина | греко-римська боротьба, до 130 кг | Золото |
| Гран-прі Загреба з боротьби 2021                           | Німеччина | греко-римська боротьба, до 130 кг | 15     |
| Тор Мастерс 2021                                           | Німеччина | греко-римська боротьба, до 130 кг | 5      |
| Гран-прі Німеччини з боротьби 2022                         | Німеччина | греко-римська боротьба, до 130 кг | 5      |
| Кубок Друскінінкая 2022                                    | Німеччина | греко-римська боротьба, до 130 кг | Бронза |
| Турнір Ібрагіма Мустафи 2023                               | Німеччина | греко-римська боротьба, до 130 кг | 10     |
| Тор Мастерс 2023                                           | Німеччина | греко-римська боротьба, до 130 кг | 7      |
| Кубок Владислава Пітласинські 2023                         | Німеччина | греко-римська боротьба, до 130 кг | Бронза |
| Гран-прі Німеччини з боротьби 2023                         | Німеччина | греко-римська боротьба, до 130 кг | Срібло |
| Відкритий чемпіонат Загреба з боротьби 2024                | Німеччина | греко-римська боротьба, до 130 кг | 19     |
| Тор Мастерс 2024                                           | Німеччина | греко-римська боротьба, до 130 кг | 4      |
| Олімпійський кваліфікаційний турнір з боротьби 2024 (Баку) | Німеччина | греко-римська боротьба, до 130 кг | Золото |

### Виступи на змаганнях молодших вікових груп
| Змагання                                       | Збірна    | Вагова категорія                  | Місце  |
| ---------------------------------------------- | --------- | --------------------------------- | ------ |
| Чемпіонат Європи з боротьби серед юніорів 2015 | Німеччина | греко-римська боротьба, до 120 кг | 14     |
| Чемпіонат світу з боротьби серед юніорів 2015  | Німеччина | греко-римська боротьба, до 120 кг | 7      |
| Чемпіонат Європи з боротьби серед молоді 2017  | Німеччина | греко-римська боротьба, до 130 кг | 5      |
| Чемпіонат світу з боротьби серед молоді 2017   | Німеччина | греко-римська боротьба, до 130 кг | Бронза |
| Чемпіонат Європи з боротьби серед молоді 2018  | Німеччина | греко-римська боротьба, до 130 кг | 8      |
| Чемпіонат світу з боротьби серед молоді 2018   | Німеччина | греко-римська боротьба, до 130 кг | 8      |